# Egnone di Appiano
Egnone di Appiano (in tedesco Egno von Eppan; Appiano, ... – Padova, 1º giugno 1273) è stato un vescovo cattolico austriaco, principe vescovo di Bressanone dal 1240 al 1250 e di Trento dal 1250 al 1273.

## Biografia

Stemma degli Appiano

Conte di Appiano, dal 1240 è stato principe vescovo di Bressanone e Trento. Dopo la morte di Aldrighetto Campo nel 1247 fu nominato da papa Innocenzo IV prima amministratore di Trento, e poi nel 1250 principe vescovo, venendo sostituito a Bressanone da Bruno von Kirchberg. Inizialmente non poté però entrare in città, a causa dell'opposizione di Ezzelino III da Romano, signore di Verona, che aveva fra l'altro imposto come podestà Sodegerio da Tito. Ci riuscì solo nel 1255 grazie a degli accordi sfavorevoli con Alberto III, conte del Tirolo.
Nel 1256 Ezzelino e Mainardo I, successore di Alberto, entrarono in città, devastandola. Egnone si rifugiò a Castel Belvedere a Piné. Per rientrare fu costretto a concedere a Mainardo alcuni feudi, e, dopo la sua morte nel 1258, a li dovette confermare al figlio Mainardo II. Nel 1268 Mainardo II e Mastino I della Scala occuparono Trento e costrinsero Egnone a fuggire di nuovo. Nel 1268 firmò una pace, ma poco fu nuovamente attaccato e fu costretto a rifugiarsi a Piné. Convocato a Roma da papa Gregorio X, morì a Padova durante il viaggio. Fu sepolto nella Cattedrale di Trento. Gli successe Enrico II.